# Liste von Diplomaten im Großen Nordischen Krieg
Die Liste von Diplomaten im Großen Nordischen Krieg enthält Gesandte von Kriegsteilnehmern mit diplomatischen Auftrag im Krieg von 1700 bis 1721.

## Liste der Gesandten nach Staat

### Dänemark
| Bild | Name                           | Lebensdaten                                                                                                 | Funktion  |
| ---- | ------------------------------ | --- | --------- |
|      | Christian Detlev von Reventlow | * 21. oder 26. Juni 1671 in Hadersleben (Nordschleswig); † 1. Oktober 1738 in Tølløse auf der Insel Seeland | Gesandter |

### Großbritannien
| Bild | Name                             | Lebensdaten                                                                 | Funktion                                         |
| ---- | -------------------------------- | --------------------------------------------------------------------------- | ------------------------------------------------ |
|      | John Carteret, 2. Earl Granville | * 22. April 1690 in Westminster, London; † 2. Januar 1763 in Bath, Somerset | Botschafter in Stockholm ab 1719                 |
|      | Robert Jackson                   | * 1679 oder 1680 in Stockholm; † 1739                                       | Geheimer Rat, Botschafter in Stockholm 1707–1717 |
|      | James Jefferyes                  | * 1679 oder 1680 in Stockholm; † 1739                                       | Geheimer Rat, Botschafter                        |
|      | Charles Whitworth                | (1675–1725)                                                                 | Britischer Gesandter in Preußen von 1716–1722    |

### Hannover
| Bild | Name                            | Lebensdaten                                                  | Funktion                                |
| ---- | ------------------------------- | ------------------------------------------------------------ | --------------------------------------- |
|      | Andreas Gottlieb von Bernstorff | * 2. März 1649 in Ratzeburg; † 6. Juli 1726 in Gartow        | Geheimer Rat                            |
|      | Friedrich Wilhelm von Görtz     | * 15. Juni 1647 in Schlitz; † 26. September 1728 in Hannover | Geheimer Rat und Kammerpräsident        |
|      | J. W. Heusch                    | (geb. um 1652)                                               | Kriegsrat                               |
|      | Friedrich Christian Weber       | † 1739                                                       | Gesandter am Petersburger Hof seit 1714 |

### Holstein Gottorp
| Bild | Name                            | Lebensdaten                                                    | Funktion                                                                              |
| ---- | ------------------------------- | -------------------------------------------------------------- | ------------------------------------------------------------------------------------- |
|      | Henning Friedrich von Bassewitz | * 17. November 1680 in Dalwitz; † 1. Januar 1749 in Prebberede | Herzoglich Holstein-Gottorpscher Präsident des Geheimen Rates                         |
|      | Johann Ludwig von Pincier       | * 1. August 1660 in Lübeck; † 5. Oktober 1730 ebenda           | herzoglicher und später königlich dänischer Amtmann, Geheimer Rat im Hochstift Lübeck |
|      | Magnus von Wedderkop            | * 26. Oktober 1637 in Husum; † 16. Januar 1721 in Hamburg      | Rat am Gottorfer Hof                                                                  |

### Polen
| Bild | Name              | Lebensdaten                                 | Funktion |
| ---- | ----------------- | ------------------------------------------- | -------- |
|      | Thomas Działyński | * 1656, † 25. Juni 1714 in Łąki Bratiańskie |          |

### Preußen
| Bild | Name                                         | Lebensdaten                                                      | Funktion                                              |
| ---- | -------------------------------------------- | ---------------------------------------------------------------- | ----------------------------------------------------- |
|      | Louis Frederick Bonet                        | (1670–1761)                                                      | Preußischer Gesandter in Großbritannien von 1712–1719 |
|      | Johann Christoph Julius Ernst von Wallenrodt | (1670–1727)                                                      | Preußischer Gesandter in Großbritannien von 1719–1726 |
|      | Karl Friedrich von Schlippenbach             | * 7. September 1658 in Stettin; † 9. Januar 1723 in Kolberg      | Gesandter                                             |
|      | Heinrich Rüdiger von Ilgen                   | * 30. September 1654 in Petershagen; † 6. Dezember 1728 in Britz | Kabinettsminister des auswärtigen Departements        |
|      | Achenbach                                    |                                                                  | Abgesandter am russischen Hof                         |
|      | Friedrich Ernst zu Innhausen und Knyphausen  | * 11. August 1678; † 4. April 1731                               | Beispiel                                              |
|      | Johann Georg von Keyserlingk                 | * 1679; † 11. 12. 1711 Stolp (Pomm.) (auf einer Reise)           | 1705–11 preußischer Gesandter in Moskau               |

### Russland
| Bild | Name                                | Lebensdaten                                                     | Funktion                                                                       |
| ---- | ----------------------------------- | --------------------------------------------------------------- | ------------------------------------------------------------------------------ |
|      | Jacob Daniel Bruce                  | * 1669 in Moskau; † 30. April 1735 bei Moskau                   | Gesandter                                                                      |
|      | Wassilli Lukitsch Dolgorukow        | * 1672; † 8. November 1739                                      | Botschafter in Dänemark                                                        |
|      | Alexander Gawrilowitsch Golowkin    | 1689 – 1760                                                     | russischer Abgesandter in Preußen von 1711 bis 1727                            |
|      | Gabriel Iwanowitsch Golowkin        | * 1660; † 1734                                                  | Gesandter, Kanzler und Präsident des Kollegiums für Auswärtige Angelegenheiten |
|      | Boris Iwanowitsch Kurakin           | * 30. Juli 1676 in Moskau; † 28. Oktober 1727 in Paris          | Botschafter, Oberst der Garde und Kammerherr                                   |
|      | Albrecht von der Lieth              | 1659 – 1718                                                     | russischer Abgesandter in Preußen von 1706 bis 1711                            |
|      | Heinrich Johann Friedrich Ostermann | * 9. Juni 1687 in Bochum; † 31. Mai 1747 in Berjosowo, Sibirien | Geheimrat                                                                      |
|      | Pjotr Andrejewitsch Tolstoi         | * um 1646; † 1728                                               | Gesandter                                                                      |

### Sachsen
| Bild | Name                               | Lebensdaten                                                                   | Funktion |
| ---- | ---------------------------------- | ----------------------------------------------------------------------------- | --- |
|      | Jost Friedrich von Arnstedt        | (1670–1711)                                                                   | Sächsischer Gesandter in Russland von 1700–1706                                                                        |
|      | Martin von Frensdorf               | (1669–1736)                                                                   | Sächsischer Gesandter in Russland von 1718–1720                                                                        |
|      | Albrecht von der Lieth             | (1659–1718)                                                                   | Sächsischer Gesandter in Preußen von 1717–1718                                                                         |
|      | Johann Adolph von Loß              | * 20. Juni 1690; † 25. August 1759                                            | Sächsischer Gesandter in Russland von 1711–1718                                                                        |
|      | Graf Jacob Heinrich von Flemming   | * 3. März 1667 in Hoff, Hinterpommern; † 30. April 1728 in Wien               | Geheimer Rat und Kabinettsminister, Geheimer Kriegsrat                                                                 |
|      | Woldemar Freiherr von Löwendal     | * 25. September 1660; † 24. Juni 1740 in Dresden                              | kursächsischer Oberhofmarschall und Kabinettsminister                                                                  |
|      | Ernst Christoph von Manteuffel     | * 1676 in Kerstin, Pommern; † 30. Januar 1749 in Leipzig                      | kursächsischer Gesandter und Kabinettsminister                                                                         |
|      | Johann Reinhold von Patkul         | * Juli 1660 in Stockholm; † 11. Oktober 1707 beim Kloster Kasimierz bei Posen | russischer Gesandter am sächsisch-polnischen Hof                                                                       |
|      | Anton Albrecht Freiherr von Imhoff | * 1653; † 1715                                                                | kursächsischer Kammerpräsident; Geheimrat; Oberberghauptmann und Friedensunterhändler; Kammerpräsident in Wolfenbüttel |
|      | Georg Ernst Pfingsten              |                                                                               | Referendar des Geheimen Kabinetts, Mitglied des Geheimen Konsiliums                                                    |

### Schweden
| Bild | Name                         | Lebensdaten                                                                                                   | Funktion                                                       |
| ---- | ---------------------------- | --- | -------------------------------------------------------------- |
|      | Gustaf Cronhielm             | * 1664 in Stockholm, † 3. Juni 1737                                                                           | Reichsrat, Präsident des Kanzleikollegiums                     |
|      | Karl Gustav Düker            | * 1663 in Livland; † 3. Juli 1732 in Stockholm                                                                | Reichsrat, Feldmarschall und Kriegsrat                         |
|      | Carl Gustaf von Friesendorff | (* 1663; † 1715)                                                                                              | Schwedischer Gesandter in Preußen von 1712–1715                |
|      | Magnus Julius De la Gardie   | * 14. April 1668 in Stockholm; † 28. April 1741 in Stockholm                                                  | Reichsrat, Präsident im Kommerzkollegium                       |
|      | Georg Heinrich von Görtz     | * 1668; † 19. Februar 1719 in Stockholm                                                                       | Bevollmächtigter Karls XII.                                    |
|      | Olof Hermelin                | * 1658 in Filipstad; † um 1709 oder 1712[1] vermutlich bei Moskau                                             | schwedischer Reichshistoriograph                               |
|      | Daniel Niklas von Höpken     | * 9. März 1669 in Bremen, † 26. April 1741 in Stockholm                                                       | Etatssekretär                                                  |
|      | Arvid Horn                   | * 6. April 1664 in Vuorentaka, Finnland; † 17. April 1742 in Ekebyholm, Schweden                              | Kanzleipräsident und Vorsitzender des Reichsrates von Schweden |
|      | Johann von Lilienstedt       | * 14. Juni 1655 als Johann Paulinus in Björneborg; † 26. September 1732 in Divitz                             | Reichsrat                                                      |
|      | Carl Piper                   | * 29. Juli 1647; † 29. Mai 1716 in Moskau                                                                     | Beispiel                                                       |
|      | Otto Reinhold Strömfelt      | * 15. Januar 1679; † 3. April 1746                                                                            | Ombudsmann                                                     |
|      | Gustaf Adam Taube            | * 1. Dezember 1673; † 14. Oktober 1732 in Stockholm                                                           | Reichsrat, Oberstatthalter in Stockholm                        |
|      | Mauritz Vellingk             | * 31. Oktober 1651 in Jaama in Ingermanland (heutiges Russland), † 10. Juli 1727 in Mjölby, Östergötlands län | Beispiel                                                       |